# 원상 (동위)
원상(元象, 538년 1월 ~ 539년 11월)은 동위(東魏) 효정제(孝靜帝) 중산왕(中山王) 원선견(元善見)의 두 번째 연호이다. 1년 11개월 동안 사용하였다. 
537년 8월, 현재 안후이에 코끼리(象) 수백 마리가 나타났다. 그래서 원상 개원했다.

## 개원
- 천평(天平) 5년 1월 7일[1](538년 2월 21일)에 연호를 원상(元象)으로 개원함.[2][3][4][5]

- 원상(天平) 2년 11월 14일[6](539년 12월 9일)에 연호를 흥화(興和)로 개원함.[2][3][4][5]

## 연대 대조표
| 원상        | 원년           | 2년        |
| 서기        | 538년          | 539년      |
| 간지        | 무오(戊午)     | 기미(己未) |
| 서위 (西魏) | 대통(大統) 4년 | 5년        |
| 양 (梁)     | 대동(大同) 4년 | 5년        |

## 동시대 연호

### 한국
신라(新羅)
- 건원(建元) (536년 ~ 551년)

### 중국
양(梁)
- 대동(大同) (535년 ~ 546년)

서위(西魏)
- 대통(天平) (535년 ~ 551년)

고창국(高昌國)
- 장화(章和) (531년 ~ 548년)

## 같이 보기
- 중국의 연호 목록